# Transamerika
Transamerika (v anglickém originále Transamerica) je americký nezávislý komediálně-dramatický film z roku 2005. Film vypráví příběh transsexuální ženy, která se vydá na road trip se svým synem Tobym, o němž dlouhou dobu nevěděla. Hlavní roli ztvárnila Felicity Huffmanová, která si za svůj výkon vysloužila Zlatý glóbus a nominaci na Oscara. Snímek měl světovou premiéru na Mezinárodním filmovém festivalu v Berlíně dne 14. února 2005.

## Děj
Týden před svou operací změny pohlaví z mužského na ženské zatelefonuje Sabrině "Bree" Osbourneové Toby Wilkins, který hledá svého otce Stanleyho Schupaka, což je Breeino původní mužské jméno, a tvrdí, že je jeho syn. Bree dříve netušila, že má syna a nyní je odhodlána se ho zříci, ale její psychoterapeutka jí odmítá dát povolení k operaci, dokud si nevyřeší svou minulost, a tak Bree letí z Los Angeles do New Yorku.
Bree navštíví svého syna ve vězení, kde za něj zaplatí kauci. Předstírá, že je křesťanská misionářka. Zjistí, že Toby občas bere drogy a živí se jako gigolo a že jeho matka spáchala sebevraždu, po níž byl vychováván nevlastním otcem, kterého nechce znovu vidět. Bree ho přesvědčí, aby s ní jel zpět do Los Angeles. Ve skutečnosti ale plánuje nechat ho u jeho nevlastního otce v Kentucky. Když tam dorazí, Bree zjistí, že byl Toby svým otcem pohlavně zneužíván, a tak společně pokračují v cestě do L. A. Cestou, když musí Bree močit, Toby náhodou zjistí, že je Bree transsexuál. To mu nakonec nevadí, ale vadí mu, že mu lhala.
Když jim ukradnou auto, Toby vydělá nějaké peníze jako gigolo od řidiče náklaďáku, ale před Bree předstírá, že je získal za prodej nějakých drog. Bree a Toby získají pomoc od indiánského rančera Calvina Mnohokoza, který je odveze do Phoenixu k Breeiným rodičům - konzervativní a sebestředné matce Elizabeth, židovskému otci Murrayho a rebelující a sarkastické sestře Sydney. Elizabeth je rozčílena Breeinou transsexualitou, ale je nadšená z objevu svého vnuka, ke kterému je příjemná a nabídne mu, aby s nimi bydlel. Tobymu se líbí luxus jejich domu, ale odmítne. Toby pak zjistí, že k Bree něco cítí, a tak jí nabídne sex a že si ji vezme, pokud bude chtít. To vede Bree k tomu, že řekne Tobymu pravdu - že ona je Stanley Schupak, jeho otec. Toby se rozčílí, že mu to neřekla dřív, opustí ji a sám odjíždí. Bree se pak usmíří se svou rodinou a odcestuje do Los Angeles.
V Los Angeles se Bree konečně dočká své operace změny pohlaví, ale po ní opět začne brečet kvůli ztrátě Tobyho. Ten také odjel do L. A., odbarvil si vlasy a začal pracovat jako gay pornoherec, což se mu ale nedaří, protože má problémy s erekcí na povel, i když použil viagru. Na konci filmu Toby navštíví Bree a usmíří se s ní.

## Obsazení
| Felicity Huffmanová | Stanley Schupak / Sabrina "Bree" Osbourneová |
| Kevin Zegers        | Toby Wilkins                                 |
| Graham Greene       | Calvin Mnohokoz                              |
| Fionnula Flanagan   | Elizabeth Schupaková                         |
| Burt Young          | Murray Schupak                               |
| Carrie Preston      | Sydney Schupak                               |
| Elizabeth Peña      | Margaret                                     |

## Kritika
Film získal převážně pozitivní hodnocení kritiky. Rotten Tomatoes uvádí, že Transamerika získala 76% pozitivních hodnocení ze 132 hodnocení. Metacritic zase na základě 37 hodnocení uvádí, že film získal 66 bodů ze 100.

## Ocenění
Film Transamerika posbíral mnoho filmových cen a nominací, např. na Berlínském mezinárodním filmovém festivalu. Zaujala především Felicity Huffmanová, která za svůj herecký výkon získala cenu Zlatý glóbus, cenu National Board of Review, Independent Spirit Award, ocenění na filmovém festivalu Tribeca nebo nominaci na Oscara.